# Kaiser Chiefs
A Kaiser Chiefs egy angol indie rock zenekar, 1997-ben alapították. Leeds-i csapat, Nyugat-Yorkshireból, a következő tagokból áll: Ricky Wilson (ének), Andrew 'Whitey' White (Gitár), Simon Rix (basszusgitár), Nick 'Peanut' Baines (billentyűk), Nick Hodgson (dob). Egy afrikai futball klubról, a Kaizer Chiefs-ről lett elnevezve.

## Az együttes létrejötte és a korai évek (1996–2002)
Amikor Nick Hodgson, Nick Baines és Simon Rix 11 éves kor körül lehettek, ők egy osztályba jártak St. Mary's School nevű iskolában, Leeds-től nem messze. Miután elhagyták az iskolát, Rix és Baines egyetemre ment 1996-ban, ott találkoztak Andrew White-tal és Ricky Wilson-nal. Hodgson, White és Wilson megalapította a zenekart Runston Parva néven. Miután a Runston Parva tönkre ment, a csapat újraformálta mint Parva mikor visszatért Rix és Baines az egyetemről. A Parva karrierje túlmehetett volna Leeds határain, hiszen eléggé rátermett volt a feladatra. De miután Beggars Banquets bezárta a Mantra kiadót, a Parva ki lett dobva lemezek nélkül. A zenekar úgy döntött, az együttest egy új névvel, megújulva elindítják. A zenekar neve Kaiser Chiefs lett. Az új nevét a csapata a dél-afrikai futballcsapatról kapta, a Kaizer Chiefs-ről, ahol a Leeds United kapitánya, Lucas Radebe játszott.

## Employment (2004–2006)
A csapat debütáló albuma, az Employment, 2005 márciusában jelent meg, a lemez zenéjét az 1970-es évek második felének új hullám és punk zenéje ihlette. Az album sok kritikát kapott, de begyűjtötte az Egyesült Királyságbeli listák 2. helyét, és ötszörös platinalemez lett. 2005-ben jelölték a Mercury Prize-ra.
Az első kislemez az albumról (Oh My God) 2004-ben jelent meg, és a 6. helyig jutott 2005 februárjában a kislemezek listáján. I Predict a Riot címmel jelent meg a második kislemezük, az Everyday I Love You Less and Less és a Modern Way című kislemezek pedig 2005 végén bekerültek a „top 20”-ba. A Saturday Night megjelent az Xbox 360 játékkonzol bemutató videójában, és ugyanez a szám szólt az Xbox 360 weboldalán is, amíg az oldal betöltött.

## Yours Truly, Angry Mob (2007)
A Kaiser Chiefs második albuma, a Yours Truly, Angry Mob 2007 februárjában lett kiadva. A csapat a lemezt szeptemberben és októberben, 2006-ban vette fel a Hook End stúdióban. Oxfordshire-ben, Angliában. A csapat 2. lemezének zenéjét a Led Zeppelin és a 80-as évek amerikai rock-zenéje ihlette és több mint 22 számot vettek fel a stúdióban.
A Yours Truly, Angry Mob begyűjtötte az első helyet az Egyesült Királyságbeli listán és a 45. helyet a Billboard 200 nagylemez listán.
A "Ruby" kislemez lett a Kaiser Chiefs első első helyezett kislemeze. A második kislemez, az "Everything Is Average Nowadays" 19. lett a listákon. A 3. kislemez "The Angry Mob", az Egyesült Királyságbeli listán 22. lett. A negyedik kislemez, "Love's Not a Competition (But I'm Winning)", 2007. november 12-én lett kiadva, és a meglepően alacsony 120. helyet érte el a brit listán.

## Off With Their Heads (2008–)
2007-ben a Kaiser Chiefs törölte néhány amerikai turnéját. Ekkor hazamentek és elkezdték az új számokat írni a hamarosan következő európai turnéra.
2008. május 24-én a Kaisers Chiefs a Leeds United Elland Road stadionjában játszott, az The Enemy-vel, Kate Nash-sal, a Young Knives-zal és a Friendly Fires-zel. 2008. augusztus 4-én, a zenekar megerősítette az új album nevét, az Off with Their Heads-et. 2008. október 20-án lett kiadva. 2008. október 6-án kiadták a lemez első kislemezét a "Never Miss A Beat"-et.

## Diszkográfia
- 2005: Employment
- 2007: Yours Truly, Angry Mob
- 2008: Off With Their Heads
- 2011: The Future is Medieval
- 2014: Education, Education, Education & War
- 2016: Stay Together
- 2019: Duck

## Külső hivatkozások
- Indie Music